# Roble de Tamme-Lauri

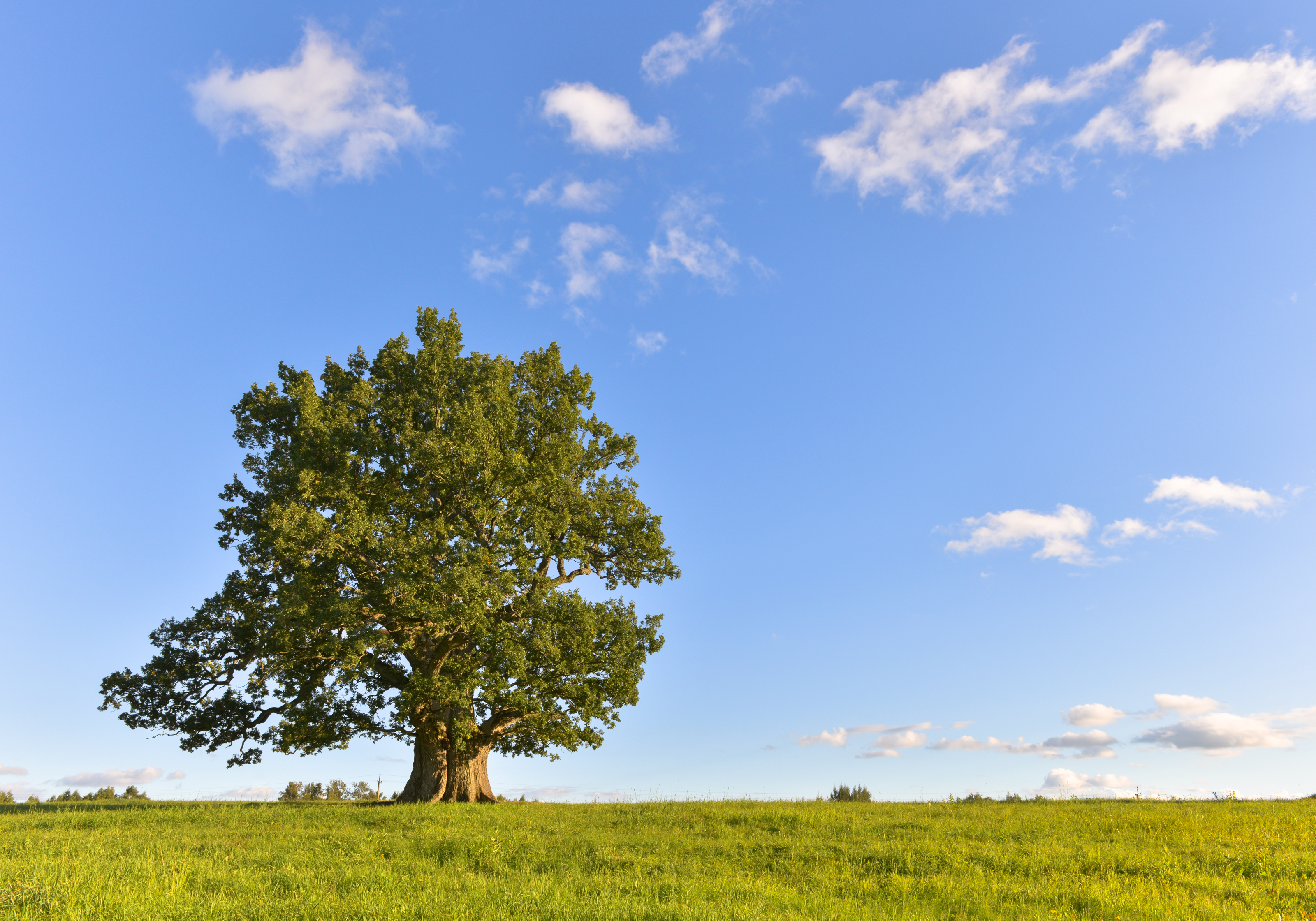
El roble de Tamme-Lauri.

El roble de Tamme-Lauri (en estonio: Tamme-Lauri tamm) es el árbol más antiguo de Estonia. Se encuentra en el ayuntamiento de Urvaste, en el condado de Võru. Su altura es de 17 metros y su tronco tiene un diámetro de 1,30 metros. 
Según diversas investigaciones, se habría plantado hacia 1326.
Este árbol aparecía en el anverso del billete de Estonia de diez coronas.